# Ág
Ág (nje. Neuda) je selo u središnjoj južnoj Mađarskoj.
Zauzima površinu od 12,03 km četvorna.

## Zemljopisni položaj
Nalazi se na 46° 17' sjeverne zemljopisne širine i 18° 12' istočne zemljopisne dužine, sjeverno od Pečuha i gorja Mečeka. Kilometar sjeverozapadno se nalazi Grenjiš, 2 km sjeveroistočno je Alsómocsolád i pripadajuće mu jezerce, 1 km južno je Kisvaszar, Tikeš je 1 km jugozapadno.

## Upravna organizacija
Upravno pripada Šaškoj mikroregiji u Baranjskoj županiji. Poštanski broj je 7381. 

## Povijest
Prvi povijesni zapis ovog sela datira iz 1487., kada ga izvori bilježe pod imenom Naghagh.
Krajem turske vlasti, selo je bilo posjedom kneza Pavla Esterhazyja.
U ovo se selo 1780. doseljavaju Nijemci. 
1945. je veliki broj Nijemaca odselio ili bio odseljen te i zamijenjen drugim stanovnicima.

## Kultura
U selu se nalazi neogotička evangelička crkva.

## Promet
2 km sjeveroistočno od sela prolazi pruga Dumvar-Bonjad. 

## Stanovništvo
Ág ima 206 stanovnika (2001.). Mađara su većina, a Roma, koji u selu imaju manjinsku samoupravu, ima skoro 8%., Preko polovice stanovnika su rimokatolici, 2% je kalvinista, a četvrtina stanovnika nije izjasnila vjeru.

## Zanimljivosti
Spada među naselja u Mađarskoj s najkraćim nazivom, uz sela Bibu/Bieju (mađ. Bő), Šiba/Šieba (mađ. Sé) i Őr.

## Vanjske poveznice
- Ág na fallingrain.com